# Eleonora Rosso
Eleonora Rosso (Savigliano, 23 ottobre 1995) è una calciatrice italiana, di ruolo difensore.

## Ruolo
Terzino destro di spinta che all'occorrenza può giocare anche a sinistra e come difensore centrale.

## Carriera

### Club
Cresciuta nelle giovanili del Torino, viene aggregata in prima squadra nel corso della stagione 2011-2012 e il tecnico Licio Russo la fa esordire in Serie A a soli sedici anni contro il Chiasiellis nel girone di andata. A fine stagione colleziona in totale 13 presenze. Viene confermata in prima squadra anche per la stagione 2012-2013. La stagione della squadra granata non è delle migliori, con il tecnico Nicco in panchina arriva la prima retrocessione nella storia della società e Rosso viene impiegata da terzino sinistro, versante opposto a quello a lei congeniale. Nonostante questo è una delle calciatrici con il rendimento meno deludente.
Con il Torino ha vinto un campionato Primavera nella stagione 2011-2012 battendo in finale le pari età del Firenze.
L'8 luglio 2013 il Cuneo annuncia il suo trasferimento in prestito alla società biancorossa. Con le cuneesi riesce a conquistare il primo posto nel Girone A della Serie B 2013-2014 aggiudicandosi il diritto di ritornare in Serie A. Dall'estate 2014 la società riscatta il cartellino della giocatrice; Rosso condivide con le compagne le sorti della squadra nelle successive stagioni, la retrocessione al termine del suo primo e impegnativo campionato di Serie A (2014-2015), la pronta risalita dalla cadetteria dopo un solo campionato (2015-2016) e la salvezza al suo secondo campionato di vertice (2016-2017). Con la decisione della società di cedere il titolo sportivo alla Juventus, nell'estate 2017 Rosso e compagne sono svincolate.
Durante il calciomercato estivo Rosso si trasferisce al Sassuolo con il quale firma, assieme alla già compagna in biancorosso Elisabetta Oliviero, un accordo per giocare con la neopromossa squadra emiliana la stagione entrante.

### Nazionale
La prima convocazione in nazionale giunge nel settembre 2012 con il commissario tecnico Corrado Corradini che la convoca con le Azzurrine dell'Under-19 per lo stage di preparazione alla prima fase di qualificazione agli Europei di categoria. Entra così a far parte stabilmente della rosa azzurra con cui partecipa sia alla prima fase di qualificazione degli Europei Under-19 2013 ad ottobre in Austria, centrando il pass per la seconda fase, sia agli stage successivi che al torneo di La Manga in Spagna.
L'esordio in maglia azzurra avviene il 6 marzo 2013 contro le pari età della Francia nella prima giornata del torneo di La Manga, con la Nazionale italiana che perde 2-1.

## Palmarès

### Club giovanili
- Campionato Primavera (calcio femminile): 1

Torino: 2010-2011

### Club
- Campionato italiano di Serie B: 2

Cuneo: 2013-2014, 2015-2016